# Бекман, Теофиль
Теофиль («Тео») Бекман (нидерл. Théophile Beeckman 1 ноября 1896, Меральбек, Восточная Фландрия — 22 ноября 1955, Меральбек, Восточная Фландрия) — бельгийский профессиональный шоссейный велогонщик в 1920—1927 годах.

## Достижения
1921
9-й Париж — Брюссель
1922
2-й Париж — Сент-Этьен
3-й Тур Бельгии — Генеральная классификация
4-й Париж — Тур
5-й Тур Фландрии
8-й Льеж — Бастонь — Льеж
1923
4-й Париж — Рубе
5-й Льеж — Бастонь — Льеж
1924
5-й Тур де Франс — Генеральная классификация
1-й — Этап 3
6-й Тур Бельгии — Генеральная классификация
7-й Париж — Рубе
1925
6-й Тур де Франс — Генеральная классификация
1-й — Этап 10
1926
4-й Тур де Франс — Генеральная классификация
4-й Тур Бельгии — Генеральная классификация
8-й Париж — Брюссель
10-й Тур Страны Басков — Генеральная классификация

## Статистика выступлений

### Гранд-туры
| Гранд-тур      | 1920 | 1921 | 1922 | 1923 | 1924 | 1925 | 1926 |
| -------------- | ---- | ---- | ---- | ---- | ---- | ---- | ---- |
| Джиро д’Италия | —    | —    | —    | —    | —    | —    | —    |
| Тур де Франс   | НФ   | —    | 22   | 14   | 5    | 6    | 4    |

| —  | Не участвовал  |
| НФ | Не финишировал |